# 法纳诺
法纳诺（義大利語：Fanano），是意大利摩德纳省的一个市镇。总面积89.92平方公里，人口3114人，人口密度34.6人/平方公里（2009年）。ISTAT代码为036011。